# Krojas mezi
Krojas mezi este o arie protejată (arie specială de conservare — SAC, sit de importanță comunitară — SCI, arie de protecție specială avifaunistică — SPA) din Letonia întinsă pe o suprafață de 19,23 ha, integral pe uscat.

## Localizare
Centrul sitului Krojas mezi este situat la coordonatele 57°07′11″N 22°02′23″E / 57.1196°N 22.0397°E.

## Înființare
Situl Krojas mezi a fost declarat arie de protecție specială avifaunistică în decembrie 2003 pentru a proteja . Alte tipuri de protecție:
- sit de importanță comunitară (în mai 2004)
- arie specială de conservare (în mai 2004)[1][3][4]

## Biodiversitate
Situată în ecoregiunea boreală, aria protejată conține 5 habitate naturale: Cursuri de apă de la nivel de câmpie la nivel montan, cu vegetație Ranunculion fluitantis și Callitricho-Batrachion, Izvoare fino-scandinave și mlaștini produse de izvoare bogate în minerale, Taiga vestică, Păduri fino-scandinave bogate în ierburi cu Picea abies, Păduri aluvionare cu Alnus glutinosa și Fraxinus excelsior (Alno-Padion, Alnion incanae, Salicion albae).
La baza desemnării sitului se află un număr nedeclarat de specii protejate:
Pe lângă speciile protejate, pe teritoriul sitului au mai fost identificate 5 specii de plante.